# Grande Prêmio da Chéquia de 2016 (MotoGP)
O Grande Prêmio da MotoGP da Chéquia de 2016 ocorreu em 21 de agosto.

## Resultados

### Classificação MotoGP
| Pos | Piloto           | Equipe                        | Moto    | Tempo     | Pontos |
| --- | ---------------- | ----------------------------- | ------- | --------- | ------ |
| 1   | Cal Crutchlow    | LCR Honda                     | Honda   | 47'44.290 | 25     |
| 2   | Valentino Rossi  | Movistar Yamaha MotoGP        | Yamaha  | +7.298    | 20     |
| 3   | Marc Marquez     | Repsol Honda Team             | Honda   | +9.587    | 16     |
| 4   | Loris Baz        | Avintia Racing                | Ducati  | +12.558   | 13     |
| 5   | Hector Barbera   | Avintia Racing                | Ducati  | +13.093   | 11     |
| 6   | Eugene Laverty   | Pull & Bear Aspar Team        | Ducati  | +13.812   | 10     |
| 7   | Danilo Petrucci  | OCTO Pramac Yakhnich          | Ducati  | +23.414   | 9      |
| 8   | Andrea Iannone   | Ducati Team                   | Ducati  | +24.562   | 8      |
| 9   | Maverick Viñales | Team SUZUKI ECSTAR            | Suzuki  | +24.581   | 7      |
| 10  | Tito Rabat       | Estrella Galicia 0,0 Marc VDS | Honda   | +37.131   | 6      |
| 11  | Yonny Hernandez  | Pull & Bear Aspar Team        | Ducati  | +39.911   | 5      |
| 12  | Dani Pedrosa     | Repsol Honda Team             | Honda   | +41.097   | 4      |
| 13  | Pol Espargaro    | Monster Yamaha Tech 3         | Yamaha  | +43.202   | 3      |
| 14  | Stefan Bradl     | Aprilia Racing Team Gresini   | Aprilia | +45.687   | 2      |
| 15  | Scott Redding    | OCTO Pramac Yakhnich          | Ducati  | +1'02.201 | 1      |
| 16  | Alvaro Bautista  | Aprilia Racing Team Gresini   | Aprilia | +1'18.841 | 0      |
| 17  | Jorge Lorenzo    | Movistar Yamaha MotoGP        | Yamaha  | 1 volta   | 0      |

### Classificação Moto2
| Pos | Piloto              | Equipe                        | Moto     | Tempo     | Pontos |
| --- | ------------------- | ----------------------------- | -------- | --------- | ------ |
| 1   | Jonas Folger        | Dynavolt Intact GP            | Kalex    | 45'30.342 | 25     |
| 2   | Alex Rins           | Paginas Amarillas HP 40       | Kalex    | +5.175    | 20     |
| 3   | Sam Lowes           | Federal Oil Gresini Moto2     | Kalex    | +9.021    | 16     |
| 4   | Mattia Pasini       | Italtrans Racing Team         | Kalex    | +14.763   | 13     |
| 5   | Alex Marquez        | Estrella Galicia 0,0 Marc VDS | Kalex    | +17.959   | 11     |
| 6   | Hafizh Syahrin      | Petronas Raceline Malaysia    | Kalex    | +24.247   | 10     |
| 7   | Danny Kent          | Leopard Racing                | Kalex    | +25.696   | 9      |
| 8   | Franco Morbidelli   | Estrella Galicia 0,0 Marc VDS | Kalex    | +25.916   | 8      |
| 9   | Miguel Oliveira     | Leopard Racing                | Kalex    | +27.199   | 7      |
| 10  | Anthony West        | Montaze Broz Racing Team      | Suter    | +36.340   | 6      |
| 11  | Johann Zarco        | Ajo Motorsport                | Kalex    | +36.754   | 5      |
| 12  | Xavi Vierge         | Tech 3 Racing                 | Tech 3   | +37.377   | 4      |
| 13  | Julian Simon        | QMMF Racing Team              | Speed Up | +37.456   | 3      |
| 14  | Isaac Viñales       | Tech 3 Racing                 | Tech 3   | +37.579   | 2      |
| 15  | Xavier Simeon       | QMMF Racing Team              | Speed Up | +37.776   | 1      |
| 16  | Lorenzo Baldassarri | Forward Team                  | Kalex    | +49.011   | 0      |
| 17  | Dominique Aegerter  | CarXpert Interwetten          | Kalex    | +1'01.767 | 0      |
| 18  | Marcel Schrotter    | AGR Team                      | Kalex    | +1'08.803 | 0      |
| 19  | Simone Corsi        | Speed Up Racing               | Speed Up | +1'09.535 | 0      |
| 20  | Edgar Pons          | Paginas Amarillas HP 40       | Kalex    | +1'09.554 | 0      |
| 21  | Remy Gardner        | Tasca Racing Scuderia Moto2   | Kalex    | +1'16.694 | 0      |
| 22  | Robin Mulhauser     | CarXpert Interwetten          | Kalex    | +1'16.851 | 0      |
| 23  | Sandro Cortese      | Dynavolt Intact GP            | Kalex    | +1'17.235 | 0      |
| 24  | Jesko Raffin        | Sports-Millions-EMWE-SAG      | Kalex    | +1'43.708 | 0      |
| 25  | Ratthapark Wilairot | IDEMITSU Honda Team Asia      | Kalex    | 1 volta   | 0      |

### Classificação Moto3
| Pos | Piloto                | Equipe                          | Moto     | Tempo     | Pontos |
| --- | --------------------- | ------------------------------- | -------- | --------- | ------ |
| 1   | John Mcphee           | Peugeot MC Saxoprint            | Peugeot  | 45'36.087 | 25     |
| 2   | Jorge Martin          | Pull & Bear ASPAR Mahindra Team | Mahindra | +8.806    | 20     |
| 3   | Fabio Di Giannantonio | Gresini Racing Moto3            | Honda    | +9.777    | 16     |
| 4   | Enea Bastianini       | Gresini Racing Moto3            | Honda    | +10.654   | 13     |
| 5   | Niccolò Antonelli     | Ongetta-Rivacold                | Honda    | +13.872   | 11     |
| 6   | Jakub Kornfeil        | Drive M7 SIC Racing Team        | Honda    | +15.533   | 10     |
| 7   | Bo Bendsneyder        | Red Bull KTM Ajo                | KTM      | +15.819   | 9      |
| 8   | Joan Mir              | Leopard Racing                  | KTM      | +16.289   | 8      |
| 9   | Nicolo Bulega         | SKY Racing Team VR46            | KTM      | +16.473   | 7      |
| 10  | Jorge Navarro         | Estrella Galicia 0,0            | Honda    | +16.681   | 6      |
| 11  | Jules Danilo          | Ongetta-Rivacold                | Honda    | +18.198   | 5      |
| 12  | Andrea Migno          | SKY Racing Team VR46            | KTM      | +21.640   | 4      |
| 13  | Tatsuki Suzuki        | CIP-Unicom Starker              | Mahindra | +31.007   | 3      |
| 14  | Livio Loi             | RW Racing GP BV                 | Honda    | +36.895   | 2      |
| 15  | Philipp Oettl         | Schedl GP Racing                | KTM      | +43.651   | 1      |
| 16  | Karel Hanika          | Freundenberg Racing Team        | KTM      | +57.814   | 0      |
| 17  | Gabriel Rodrigo       | RBA Racing Team                 | KTM      | +1'01.428 | 0      |
| 18  | Marcos Ramirez        | Platinum Bay Real Estate        | Mahindra | +1'04.134 | 0      |
| 19  | Maria Herrera         | MH6 Team                        | KTM      | +1'27.585 | 0      |
| 20  | Hiroki Ono            | Honda Team Asia                 | Honda    | +1'27.997 | 0      |
| 21  | Fabio Quartararo      | Leopard Racing                  | KTM      | +1'33.942 | 0      |
| 22  | Fabio Spiranelli      | CIP-Unicom Starker              | Mahindra | +1'34.610 | 0      |
| 23  | Juanfran Guevara      | RBA Racing Team                 | KTM      | +1'34.942 | 0      |
| 24  | Lorenzo Petrarca      | 3570 Team Italia                | Mahindra | +2'08.319 | 0      |